# 三仏寺城
三仏寺城（さんぶつじじょう）は、岐阜県高山市三福寺町にあった日本の城（山城）。岐阜県指定史跡。

## 歴史
平安時代の末に建造されたとされ、飛騨国最古の城とみられている。城の名前は設けられた城に三仏寺という寺が建っていたことに因む。正確な建造年や築造者は知られていない保延年間から永治年間（1135年から1142年）の頃には飛騨守の平時輔が城主であったと伝わる。その後も平氏が城主を務めていたが、寿永5年（1181年）に源義仲率いる源氏に攻め落とされている。
鎌倉時代の城主として地頭の藤原朝高、畑六郎左衛門安高の名が伝わっているが、詳細は不詳。戦国時代の永正年間に益田郡の領主であった三木直頼が攻め取ったものの、永禄7年（1564年）に武田氏の飛彈侵攻に備えて城主の三木新左衛門は自ら城を焼いて撤退し廃城となった。

## 現在
標高668.8mの城山に曲輪や切岸、竪堀跡が残る。城跡は南面し、南から南の丸、三の曲輪、二の曲輪、本丸が連なる。本丸は東西21.5m、南北15mの大きさがある。